# بوكاينا، بياوي
بوكاينا (بياوي) بلدية في ولاية بياوي في المنطقة الشمالية الشرقية من البرازيل.